# Agave franzosinii
Agave franzosinii là một loài thực vật thuộc họ Agavaceae. Agave franzosinii được tìm thấy trong tự nhiên ở Mexico. Người ta đã trồng loại cây này tại vườn thực vật hoàng gia Anh ở Kew, nơi nó được bổ sung vào bộ sưu tập thực vật năm 1973. Loài cây Agave franzosinii trước khi nở hoa tăng trưởng nhanh gấp 4 lần bình thường. Mỗi tuần, loài cây này lại cao thêm gần 0,9 m, cho đến khi nó cao bằng một ngôi nhà. Chỉ một thời gian ngắn sau khi nở hoa, nó đã chết.
Loài cây này thường được gọi là "loài cây thế kỷ" vì các nhà khoa học từng cho rằng, phải mất 100 năm cây mới ra hoa một lần.
Agave franzosinii ưa thích khu vực đất đầy nắng và nó có thể chịu được nhiệt độ xuống đến -6,6 °C. Nó phát triển tốt nhất trong cát và đất cát, sạn, cá, đất mùn, đất cát đất sét khô. Cây này chịu được hạn.

## Hình ảnh

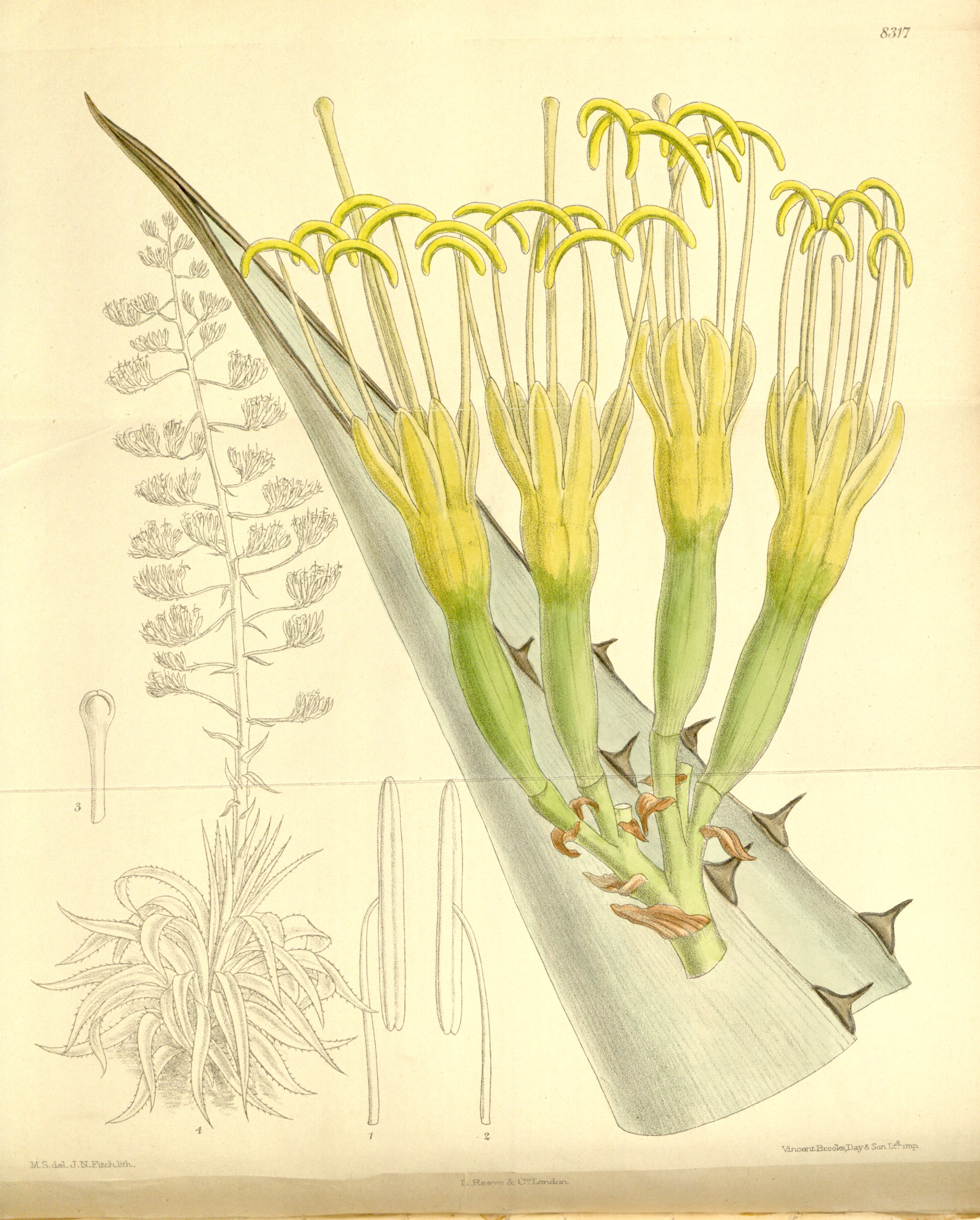
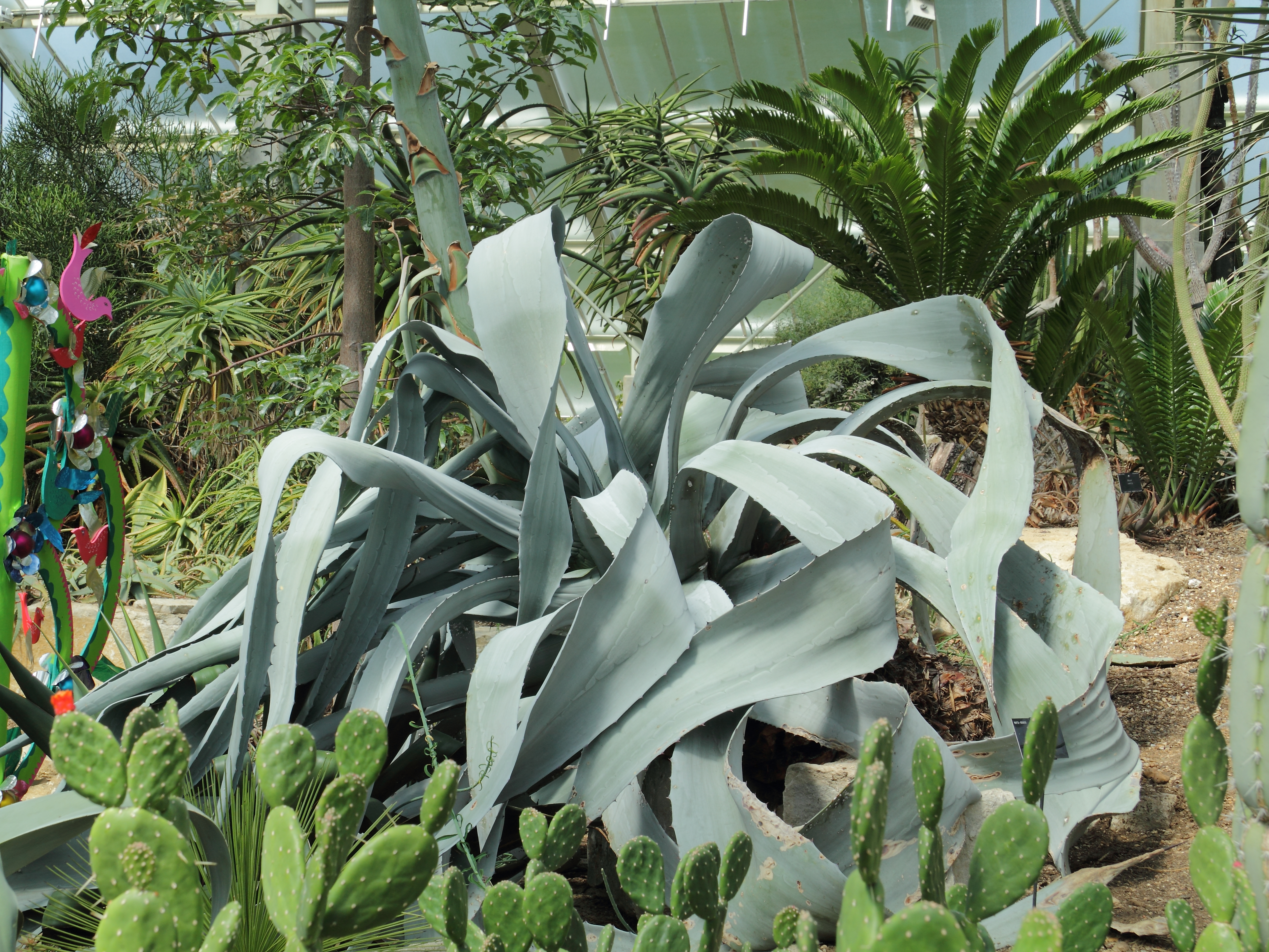
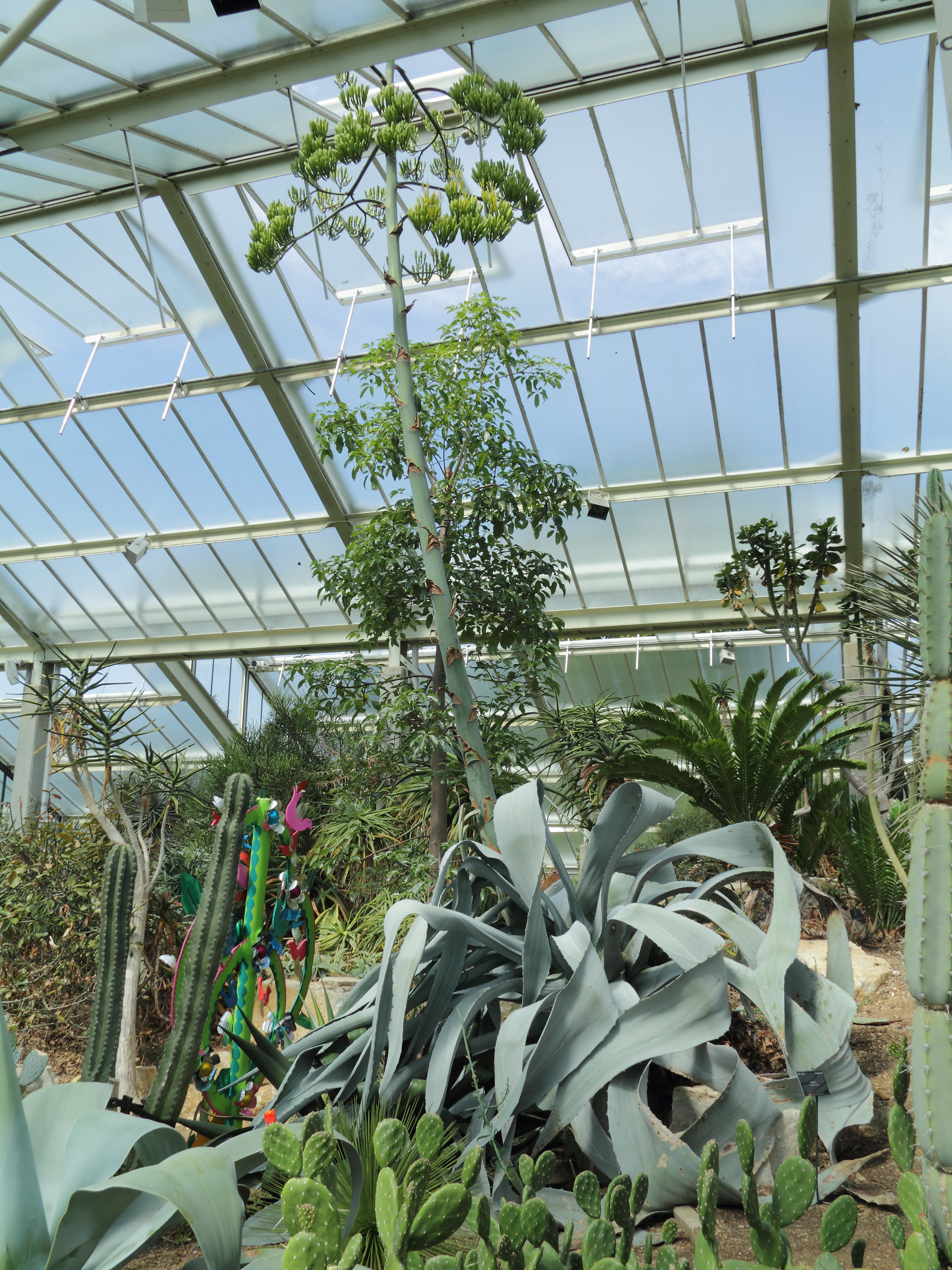
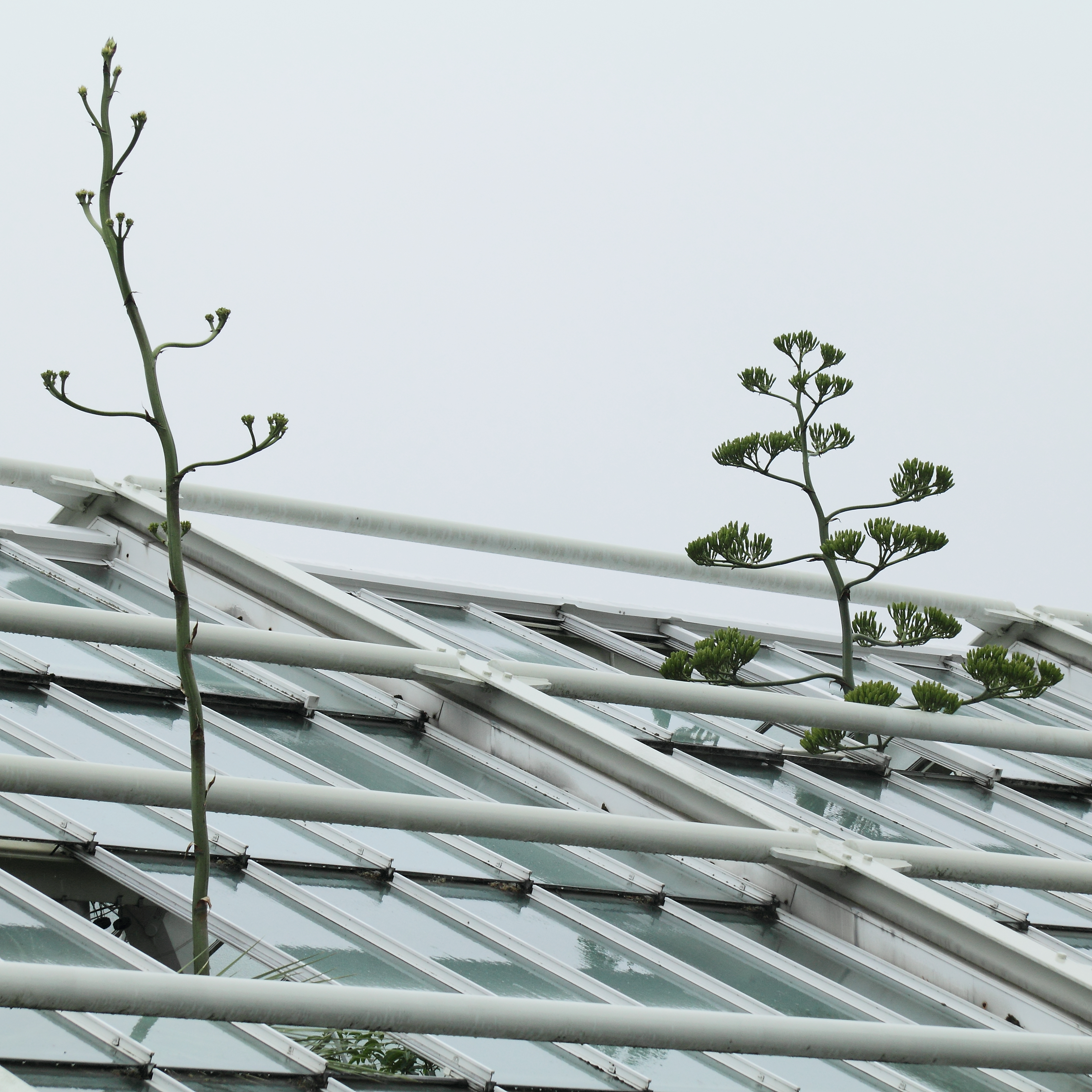